# Xiphypops
Xiphypops ist eine Untergattung der Zwergkaiserfische (Centropyge). Zu Xiphypops werden insgesamt fünf Arten gerechnet, die drei einzigen im Atlantik vorkommenden Zwergkaiserfischarten Centropyge aurantonotus und C. argi, die im tropischen Westatlantik leben und von der Karibik bis zur brasilianischen Küste vorkommen, und C. resplendens, der isoliert bei der Insel Ascension im Südatlantik lebt, sowie ihre zwei nächsten Verwandten aus dem tropischen Indopazifik, C. acanthops aus dem westlichen Indischen Ozean und C. fisheri von Hawaii.

## Merkmale
Xiphypops sind im Schnitt kleiner als die Zwergkaiserfische der Untergattung Centropyge und erreichen nur Körperlängen von sechs bis acht Zentimetern. Ihr Körper ist insgesamt schlanker und weniger hochrückig. Ihr Lacrimale besitzt an seinem ventralen Rand zwei oder drei kräftige Dornen. Bei Centropyge ist der ventrale Rand des Lacrimale nur leicht gesägt.

## Arten
- Orangerücken-Zwergkaiserfisch, Centropyge acanthops (Norman, 1922)
- Blauer Zwergkaiserfisch, Centropyge argi Woods & Kanazawa, 1951
- Gelbrücken-Zwergkaiserfisch, Centropyge aurantonotus Burgess, 1974
- Hawaii-Zwergkaiserfisch, Centropyge fisheri (Snyder, 1904) (Typusart)
- Ascension-Zwergkaiserfisch, Centropyge resplendens Lubbock & Sankey, 1975

## Systematik

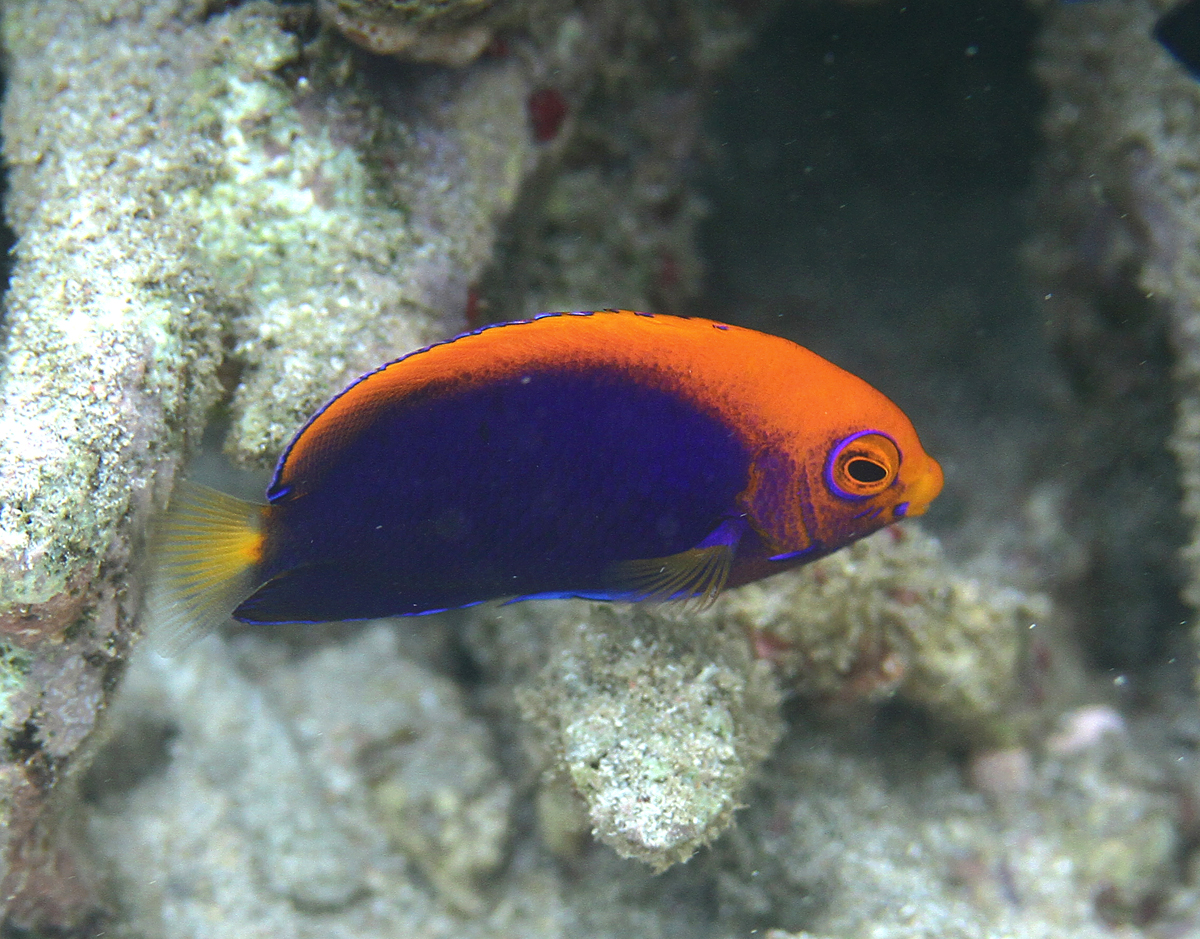
Centropyge acanthops

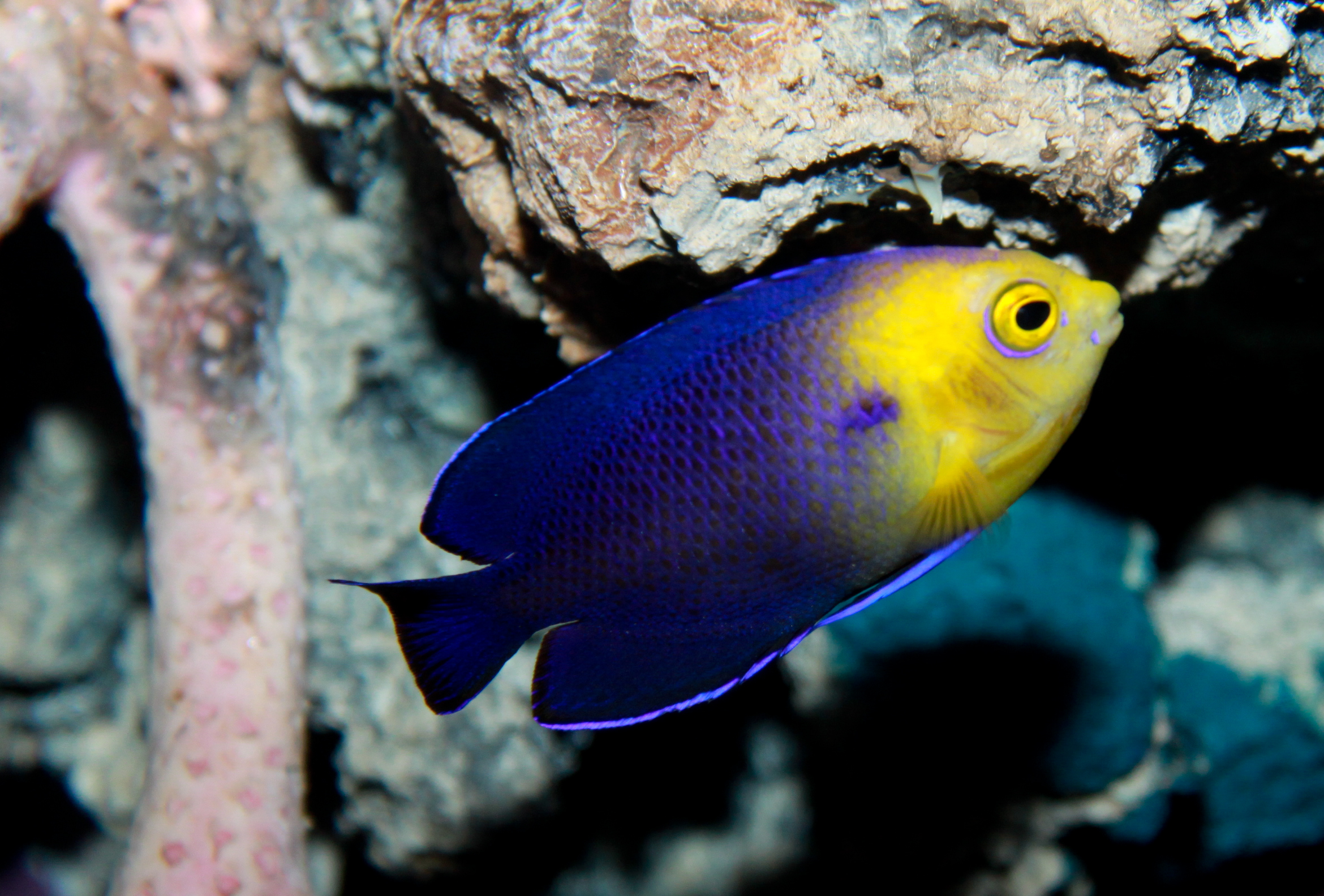
Centropyge argi

Xiphypops wurde 1922 durch den US-amerikanischen Ichthyologen David Starr Jordan beschrieben und bildet eine monophyletische Klade innerhalb der paraphyletischen Gattung Centropyge. Nach Ansicht einiger Wissenschaftler sollte Xiphypops deshalb Gattungsstatus erhalten.
Das folgende Kladogramm zeigt die Position von Xiphypops innerhalb der Pomacanthidae und die Paraphylie von Centropyge:
|  | \| \| Centropyge bispinosa, C. interrupta, C. loricula, C. multicolor, C. potteri \| \| \| \| \| \| Xiphypops \| \| \| \| |
|  | |
|  | Lyrakaiserfische (Genicanthus)                                                                                            |
|  | |
|  | Centropyge bispinosa, C. interrupta, C. loricula, C. multicolor, C. potteri                                               |
|  | |
|  | Xiphypops |
|  | |

|  | Centropyge bispinosa, C. interrupta, C. loricula, C. multicolor, C. potteri |
|  |                                                                             |
|  | Xiphypops                                                                   |
|  |                                                                             |

|  | \| \| Centropyge bispinosa, C. interrupta, C. loricula, C. multicolor, C. potteri \| \| \| \| \| \| Xiphypops \| \| \| \| |
|  | |
|  | Lyrakaiserfische (Genicanthus)                                                                                            |
|  | |
|  | Centropyge bispinosa, C. interrupta, C. loricula, C. multicolor, C. potteri                                               |
|  | |
|  | Xiphypops |
|  | |

|  | Centropyge bispinosa, C. interrupta, C. loricula, C. multicolor, C. potteri |
|  |                                                                             |
|  | Xiphypops                                                                   |
|  |                                                                             |

|  | \| \| Centropyge bispinosa, C. interrupta, C. loricula, C. multicolor, C. potteri \| \| \| \| \| \| Xiphypops \| \| \| \| |
|  | |
|  | Lyrakaiserfische (Genicanthus)                                                                                            |
|  | |
|  | Centropyge bispinosa, C. interrupta, C. loricula, C. multicolor, C. potteri                                               |
|  | |
|  | Xiphypops |
|  | |

|  | Centropyge bispinosa, C. interrupta, C. loricula, C. multicolor, C. potteri |
|  |                                                                             |
|  | Xiphypops                                                                   |
|  |                                                                             |

|  | \| \| Centropyge bispinosa, C. interrupta, C. loricula, C. multicolor, C. potteri \| \| \| \| \| \| Xiphypops \| \| \| \| |
|  | |
|  | Lyrakaiserfische (Genicanthus)                                                                                            |
|  | |
|  | Centropyge bispinosa, C. interrupta, C. loricula, C. multicolor, C. potteri                                               |
|  | |
|  | Xiphypops |
|  | |

|  | Centropyge bispinosa, C. interrupta, C. loricula, C. multicolor, C. potteri |
|  |                                                                             |
|  | Xiphypops                                                                   |
|  |                                                                             |

|  | \| \| Centropyge bispinosa, C. interrupta, C. loricula, C. multicolor, C. potteri \| \| \| \| \| \| Xiphypops \| \| \| \| |
|  | |
|  | Lyrakaiserfische (Genicanthus)                                                                                            |
|  | |
|  | Centropyge bispinosa, C. interrupta, C. loricula, C. multicolor, C. potteri                                               |
|  | |
|  | Xiphypops |
|  | |

|  | Centropyge bispinosa, C. interrupta, C. loricula, C. multicolor, C. potteri |
|  |                                                                             |
|  | Xiphypops                                                                   |
|  |                                                                             |

|  | \| \| Centropyge bispinosa, C. interrupta, C. loricula, C. multicolor, C. potteri \| \| \| \| \| \| Xiphypops \| \| \| \| |
|  | |
|  | Lyrakaiserfische (Genicanthus)                                                                                            |
|  | |
|  | Centropyge bispinosa, C. interrupta, C. loricula, C. multicolor, C. potteri                                               |
|  | |
|  | Xiphypops |
|  | |

|  | Centropyge bispinosa, C. interrupta, C. loricula, C. multicolor, C. potteri |
|  |                                                                             |
|  | Xiphypops                                                                   |
|  |                                                                             |

|  | \| \| Centropyge bispinosa, C. interrupta, C. loricula, C. multicolor, C. potteri \| \| \| \| \| \| Xiphypops \| \| \| \| |
|  | |
|  | Lyrakaiserfische (Genicanthus)                                                                                            |
|  | |
|  | Centropyge bispinosa, C. interrupta, C. loricula, C. multicolor, C. potteri                                               |
|  | |
|  | Xiphypops |
|  | |

|  | Centropyge bispinosa, C. interrupta, C. loricula, C. multicolor, C. potteri |
|  |                                                                             |
|  | Xiphypops                                                                   |
|  |                                                                             |

|  | \| \| Centropyge bispinosa, C. interrupta, C. loricula, C. multicolor, C. potteri \| \| \| \| \| \| Xiphypops \| \| \| \| |
|  | |
|  | Lyrakaiserfische (Genicanthus)                                                                                            |
|  | |
|  | Centropyge bispinosa, C. interrupta, C. loricula, C. multicolor, C. potteri                                               |
|  | |
|  | Xiphypops |
|  | |

|  | Centropyge bispinosa, C. interrupta, C. loricula, C. multicolor, C. potteri |
|  |                                                                             |
|  | Xiphypops                                                                   |
|  |                                                                             |

|  | \| \| Centropyge bispinosa, C. interrupta, C. loricula, C. multicolor, C. potteri \| \| \| \| \| \| Xiphypops \| \| \| \| |
|  | |
|  | Lyrakaiserfische (Genicanthus)                                                                                            |
|  | |
|  | Centropyge bispinosa, C. interrupta, C. loricula, C. multicolor, C. potteri                                               |
|  | |
|  | Xiphypops |
|  | |

|  | Centropyge bispinosa, C. interrupta, C. loricula, C. multicolor, C. potteri |
|  |                                                                             |
|  | Xiphypops                                                                   |
|  |                                                                             |

|  | \| \| Centropyge bispinosa, C. interrupta, C. loricula, C. multicolor, C. potteri \| \| \| \| \| \| Xiphypops \| \| \| \| |
|  | |
|  | Lyrakaiserfische (Genicanthus)                                                                                            |
|  | |
|  | Centropyge bispinosa, C. interrupta, C. loricula, C. multicolor, C. potteri                                               |
|  | |
|  | Xiphypops |
|  | |

|  | Centropyge bispinosa, C. interrupta, C. loricula, C. multicolor, C. potteri |
|  |                                                                             |
|  | Xiphypops                                                                   |
|  |                                                                             |

|  | \| \| Centropyge bispinosa, C. interrupta, C. loricula, C. multicolor, C. potteri \| \| \| \| \| \| Xiphypops \| \| \| \| |
|  | |
|  | Lyrakaiserfische (Genicanthus)                                                                                            |
|  | |
|  | Centropyge bispinosa, C. interrupta, C. loricula, C. multicolor, C. potteri                                               |
|  | |
|  | Xiphypops |
|  | |

|  | Centropyge bispinosa, C. interrupta, C. loricula, C. multicolor, C. potteri |
|  |                                                                             |
|  | Xiphypops                                                                   |
|  |                                                                             |

|  | \| \| Centropyge bispinosa, C. interrupta, C. loricula, C. multicolor, C. potteri \| \| \| \| \| \| Xiphypops \| \| \| \| |
|  | |
|  | Lyrakaiserfische (Genicanthus)                                                                                            |
|  | |
|  | Centropyge bispinosa, C. interrupta, C. loricula, C. multicolor, C. potteri                                               |
|  | |
|  | Xiphypops |
|  | |

|  | Centropyge bispinosa, C. interrupta, C. loricula, C. multicolor, C. potteri |
|  |                                                                             |
|  | Xiphypops                                                                   |
|  |                                                                             |

|  | \| \| Centropyge bispinosa, C. interrupta, C. loricula, C. multicolor, C. potteri \| \| \| \| \| \| Xiphypops \| \| \| \| |
|  | |
|  | Lyrakaiserfische (Genicanthus)                                                                                            |
|  | |
|  | Centropyge bispinosa, C. interrupta, C. loricula, C. multicolor, C. potteri                                               |
|  | |
|  | Xiphypops |
|  | |

|  | Centropyge bispinosa, C. interrupta, C. loricula, C. multicolor, C. potteri |
|  |                                                                             |
|  | Xiphypops                                                                   |
|  |                                                                             |

|  | \| \| Centropyge bispinosa, C. interrupta, C. loricula, C. multicolor, C. potteri \| \| \| \| \| \| Xiphypops \| \| \| \| |
|  | |
|  | Lyrakaiserfische (Genicanthus)                                                                                            |
|  | |
|  | Centropyge bispinosa, C. interrupta, C. loricula, C. multicolor, C. potteri                                               |
|  | |
|  | Xiphypops |
|  | |

|  | Centropyge bispinosa, C. interrupta, C. loricula, C. multicolor, C. potteri |
|  |                                                                             |
|  | Xiphypops                                                                   |
|  |                                                                             |

|  | \| \| Centropyge bispinosa, C. interrupta, C. loricula, C. multicolor, C. potteri \| \| \| \| \| \| Xiphypops \| \| \| \| |
|  | |
|  | Lyrakaiserfische (Genicanthus)                                                                                            |
|  | |
|  | Centropyge bispinosa, C. interrupta, C. loricula, C. multicolor, C. potteri                                               |
|  | |
|  | Xiphypops |
|  | |

|  | Centropyge bispinosa, C. interrupta, C. loricula, C. multicolor, C. potteri |
|  |                                                                             |
|  | Xiphypops                                                                   |
|  |                                                                             |

|  | \| \| Centropyge bispinosa, C. interrupta, C. loricula, C. multicolor, C. potteri \| \| \| \| \| \| Xiphypops \| \| \| \| |
|  | |
|  | Lyrakaiserfische (Genicanthus)                                                                                            |
|  | |
|  | Centropyge bispinosa, C. interrupta, C. loricula, C. multicolor, C. potteri                                               |
|  | |
|  | Xiphypops |
|  | |

|  | Centropyge bispinosa, C. interrupta, C. loricula, C. multicolor, C. potteri |
|  |                                                                             |
|  | Xiphypops                                                                   |
|  |                                                                             |

|  | Engelfische (Holacanthus)       |
|  |                                 |
|  | Pfauen-Kaiserfisch (Pygoplites) |
|  |                                 |

|  | \| \| Centropyge bispinosa, C. interrupta, C. loricula, C. multicolor, C. potteri \| \| \| \| \| \| Xiphypops \| \| \| \| |
|  | |
|  | Lyrakaiserfische (Genicanthus)                                                                                            |
|  | |
|  | Centropyge bispinosa, C. interrupta, C. loricula, C. multicolor, C. potteri                                               |
|  | |
|  | Xiphypops |
|  | |

|  | Centropyge bispinosa, C. interrupta, C. loricula, C. multicolor, C. potteri |
|  |                                                                             |
|  | Xiphypops                                                                   |
|  |                                                                             |

|  | \| \| Centropyge bispinosa, C. interrupta, C. loricula, C. multicolor, C. potteri \| \| \| \| \| \| Xiphypops \| \| \| \| |
|  | |
|  | Lyrakaiserfische (Genicanthus)                                                                                            |
|  | |
|  | Centropyge bispinosa, C. interrupta, C. loricula, C. multicolor, C. potteri                                               |
|  | |
|  | Xiphypops |
|  | |

|  | Centropyge bispinosa, C. interrupta, C. loricula, C. multicolor, C. potteri |
|  |                                                                             |
|  | Xiphypops                                                                   |
|  |                                                                             |

|  | \| \| Centropyge bispinosa, C. interrupta, C. loricula, C. multicolor, C. potteri \| \| \| \| \| \| Xiphypops \| \| \| \| |
|  | |
|  | Lyrakaiserfische (Genicanthus)                                                                                            |
|  | |
|  | Centropyge bispinosa, C. interrupta, C. loricula, C. multicolor, C. potteri                                               |
|  | |
|  | Xiphypops |
|  | |

|  | Centropyge bispinosa, C. interrupta, C. loricula, C. multicolor, C. potteri |
|  |                                                                             |
|  | Xiphypops                                                                   |
|  |                                                                             |

|  | \| \| Centropyge bispinosa, C. interrupta, C. loricula, C. multicolor, C. potteri \| \| \| \| \| \| Xiphypops \| \| \| \| |
|  | |
|  | Lyrakaiserfische (Genicanthus)                                                                                            |
|  | |
|  | Centropyge bispinosa, C. interrupta, C. loricula, C. multicolor, C. potteri                                               |
|  | |
|  | Xiphypops |
|  | |

|  | Centropyge bispinosa, C. interrupta, C. loricula, C. multicolor, C. potteri |
|  |                                                                             |
|  | Xiphypops                                                                   |
|  |                                                                             |

|  | \| \| Centropyge bispinosa, C. interrupta, C. loricula, C. multicolor, C. potteri \| \| \| \| \| \| Xiphypops \| \| \| \| |
|  | |
|  | Lyrakaiserfische (Genicanthus)                                                                                            |
|  | |
|  | Centropyge bispinosa, C. interrupta, C. loricula, C. multicolor, C. potteri                                               |
|  | |
|  | Xiphypops |
|  | |

|  | Centropyge bispinosa, C. interrupta, C. loricula, C. multicolor, C. potteri |
|  |                                                                             |
|  | Xiphypops                                                                   |
|  |                                                                             |

|  | \| \| Centropyge bispinosa, C. interrupta, C. loricula, C. multicolor, C. potteri \| \| \| \| \| \| Xiphypops \| \| \| \| |
|  | |
|  | Lyrakaiserfische (Genicanthus)                                                                                            |
|  | |
|  | Centropyge bispinosa, C. interrupta, C. loricula, C. multicolor, C. potteri                                               |
|  | |
|  | Xiphypops |
|  | |

|  | Centropyge bispinosa, C. interrupta, C. loricula, C. multicolor, C. potteri |
|  |                                                                             |
|  | Xiphypops                                                                   |
|  |                                                                             |

|  | \| \| Centropyge bispinosa, C. interrupta, C. loricula, C. multicolor, C. potteri \| \| \| \| \| \| Xiphypops \| \| \| \| |
|  | |
|  | Lyrakaiserfische (Genicanthus)                                                                                            |
|  | |
|  | Centropyge bispinosa, C. interrupta, C. loricula, C. multicolor, C. potteri                                               |
|  | |
|  | Xiphypops |
|  | |

|  | Centropyge bispinosa, C. interrupta, C. loricula, C. multicolor, C. potteri |
|  |                                                                             |
|  | Xiphypops                                                                   |
|  |                                                                             |

|  | \| \| Centropyge bispinosa, C. interrupta, C. loricula, C. multicolor, C. potteri \| \| \| \| \| \| Xiphypops \| \| \| \| |
|  | |
|  | Lyrakaiserfische (Genicanthus)                                                                                            |
|  | |
|  | Centropyge bispinosa, C. interrupta, C. loricula, C. multicolor, C. potteri                                               |
|  | |
|  | Xiphypops |
|  | |

|  | Centropyge bispinosa, C. interrupta, C. loricula, C. multicolor, C. potteri |
|  |                                                                             |
|  | Xiphypops                                                                   |
|  |                                                                             |

|  | \| \| Centropyge bispinosa, C. interrupta, C. loricula, C. multicolor, C. potteri \| \| \| \| \| \| Xiphypops \| \| \| \| |
|  | |
|  | Lyrakaiserfische (Genicanthus)                                                                                            |
|  | |
|  | Centropyge bispinosa, C. interrupta, C. loricula, C. multicolor, C. potteri                                               |
|  | |
|  | Xiphypops |
|  | |

|  | Centropyge bispinosa, C. interrupta, C. loricula, C. multicolor, C. potteri |
|  |                                                                             |
|  | Xiphypops                                                                   |
|  |                                                                             |

|  | \| \| Centropyge bispinosa, C. interrupta, C. loricula, C. multicolor, C. potteri \| \| \| \| \| \| Xiphypops \| \| \| \| |
|  | |
|  | Lyrakaiserfische (Genicanthus)                                                                                            |
|  | |
|  | Centropyge bispinosa, C. interrupta, C. loricula, C. multicolor, C. potteri                                               |
|  | |
|  | Xiphypops |
|  | |

|  | Centropyge bispinosa, C. interrupta, C. loricula, C. multicolor, C. potteri |
|  |                                                                             |
|  | Xiphypops                                                                   |
|  |                                                                             |

|  | \| \| Centropyge bispinosa, C. interrupta, C. loricula, C. multicolor, C. potteri \| \| \| \| \| \| Xiphypops \| \| \| \| |
|  | |
|  | Lyrakaiserfische (Genicanthus)                                                                                            |
|  | |
|  | Centropyge bispinosa, C. interrupta, C. loricula, C. multicolor, C. potteri                                               |
|  | |
|  | Xiphypops |
|  | |

|  | Centropyge bispinosa, C. interrupta, C. loricula, C. multicolor, C. potteri |
|  |                                                                             |
|  | Xiphypops                                                                   |
|  |                                                                             |

|  | \| \| Centropyge bispinosa, C. interrupta, C. loricula, C. multicolor, C. potteri \| \| \| \| \| \| Xiphypops \| \| \| \| |
|  | |
|  | Lyrakaiserfische (Genicanthus)                                                                                            |
|  | |
|  | Centropyge bispinosa, C. interrupta, C. loricula, C. multicolor, C. potteri                                               |
|  | |
|  | Xiphypops |
|  | |

|  | Centropyge bispinosa, C. interrupta, C. loricula, C. multicolor, C. potteri |
|  |                                                                             |
|  | Xiphypops                                                                   |
|  |                                                                             |

|  | \| \| Centropyge bispinosa, C. interrupta, C. loricula, C. multicolor, C. potteri \| \| \| \| \| \| Xiphypops \| \| \| \| |
|  | |
|  | Lyrakaiserfische (Genicanthus)                                                                                            |
|  | |
|  | Centropyge bispinosa, C. interrupta, C. loricula, C. multicolor, C. potteri                                               |
|  | |
|  | Xiphypops |
|  | |

|  | Centropyge bispinosa, C. interrupta, C. loricula, C. multicolor, C. potteri |
|  |                                                                             |
|  | Xiphypops                                                                   |
|  |                                                                             |

|  | \| \| Centropyge bispinosa, C. interrupta, C. loricula, C. multicolor, C. potteri \| \| \| \| \| \| Xiphypops \| \| \| \| |
|  | |
|  | Lyrakaiserfische (Genicanthus)                                                                                            |
|  | |
|  | Centropyge bispinosa, C. interrupta, C. loricula, C. multicolor, C. potteri                                               |
|  | |
|  | Xiphypops |
|  | |

|  | Centropyge bispinosa, C. interrupta, C. loricula, C. multicolor, C. potteri |
|  |                                                                             |
|  | Xiphypops                                                                   |
|  |                                                                             |

|  | \| \| Centropyge bispinosa, C. interrupta, C. loricula, C. multicolor, C. potteri \| \| \| \| \| \| Xiphypops \| \| \| \| |
|  | |
|  | Lyrakaiserfische (Genicanthus)                                                                                            |
|  | |
|  | Centropyge bispinosa, C. interrupta, C. loricula, C. multicolor, C. potteri                                               |
|  | |
|  | Xiphypops |
|  | |

|  | Centropyge bispinosa, C. interrupta, C. loricula, C. multicolor, C. potteri |
|  |                                                                             |
|  | Xiphypops                                                                   |
|  |                                                                             |

|  | \| \| Centropyge bispinosa, C. interrupta, C. loricula, C. multicolor, C. potteri \| \| \| \| \| \| Xiphypops \| \| \| \| |
|  | |
|  | Lyrakaiserfische (Genicanthus)                                                                                            |
|  | |
|  | Centropyge bispinosa, C. interrupta, C. loricula, C. multicolor, C. potteri                                               |
|  | |
|  | Xiphypops |
|  | |

|  | Centropyge bispinosa, C. interrupta, C. loricula, C. multicolor, C. potteri |
|  |                                                                             |
|  | Xiphypops                                                                   |
|  |                                                                             |

|  | Engelfische (Holacanthus)       |
|  |                                 |
|  | Pfauen-Kaiserfisch (Pygoplites) |
|  |                                 |

|  | \| \| Centropyge bispinosa, C. interrupta, C. loricula, C. multicolor, C. potteri \| \| \| \| \| \| Xiphypops \| \| \| \| |
|  | |
|  | Lyrakaiserfische (Genicanthus)                                                                                            |
|  | |
|  | Centropyge bispinosa, C. interrupta, C. loricula, C. multicolor, C. potteri                                               |
|  | |
|  | Xiphypops |
|  | |

|  | Centropyge bispinosa, C. interrupta, C. loricula, C. multicolor, C. potteri |
|  |                                                                             |
|  | Xiphypops                                                                   |
|  |                                                                             |

|  | \| \| Centropyge bispinosa, C. interrupta, C. loricula, C. multicolor, C. potteri \| \| \| \| \| \| Xiphypops \| \| \| \| |
|  | |
|  | Lyrakaiserfische (Genicanthus)                                                                                            |
|  | |
|  | Centropyge bispinosa, C. interrupta, C. loricula, C. multicolor, C. potteri                                               |
|  | |
|  | Xiphypops |
|  | |

|  | Centropyge bispinosa, C. interrupta, C. loricula, C. multicolor, C. potteri |
|  |                                                                             |
|  | Xiphypops                                                                   |
|  |                                                                             |

|  | \| \| Centropyge bispinosa, C. interrupta, C. loricula, C. multicolor, C. potteri \| \| \| \| \| \| Xiphypops \| \| \| \| |
|  | |
|  | Lyrakaiserfische (Genicanthus)                                                                                            |
|  | |
|  | Centropyge bispinosa, C. interrupta, C. loricula, C. multicolor, C. potteri                                               |
|  | |
|  | Xiphypops |
|  | |

|  | Centropyge bispinosa, C. interrupta, C. loricula, C. multicolor, C. potteri |
|  |                                                                             |
|  | Xiphypops                                                                   |
|  |                                                                             |

|  | \| \| Centropyge bispinosa, C. interrupta, C. loricula, C. multicolor, C. potteri \| \| \| \| \| \| Xiphypops \| \| \| \| |
|  | |
|  | Lyrakaiserfische (Genicanthus)                                                                                            |
|  | |
|  | Centropyge bispinosa, C. interrupta, C. loricula, C. multicolor, C. potteri                                               |
|  | |
|  | Xiphypops |
|  | |

|  | Centropyge bispinosa, C. interrupta, C. loricula, C. multicolor, C. potteri |
|  |                                                                             |
|  | Xiphypops                                                                   |
|  |                                                                             |

|  | \| \| Centropyge bispinosa, C. interrupta, C. loricula, C. multicolor, C. potteri \| \| \| \| \| \| Xiphypops \| \| \| \| |
|  | |
|  | Lyrakaiserfische (Genicanthus)                                                                                            |
|  | |
|  | Centropyge bispinosa, C. interrupta, C. loricula, C. multicolor, C. potteri                                               |
|  | |
|  | Xiphypops |
|  | |

|  | Centropyge bispinosa, C. interrupta, C. loricula, C. multicolor, C. potteri |
|  |                                                                             |
|  | Xiphypops                                                                   |
|  |                                                                             |

|  | \| \| Centropyge bispinosa, C. interrupta, C. loricula, C. multicolor, C. potteri \| \| \| \| \| \| Xiphypops \| \| \| \| |
|  | |
|  | Lyrakaiserfische (Genicanthus)                                                                                            |
|  | |
|  | Centropyge bispinosa, C. interrupta, C. loricula, C. multicolor, C. potteri                                               |
|  | |
|  | Xiphypops |
|  | |

|  | Centropyge bispinosa, C. interrupta, C. loricula, C. multicolor, C. potteri |
|  |                                                                             |
|  | Xiphypops                                                                   |
|  |                                                                             |

|  | \| \| Centropyge bispinosa, C. interrupta, C. loricula, C. multicolor, C. potteri \| \| \| \| \| \| Xiphypops \| \| \| \| |
|  | |
|  | Lyrakaiserfische (Genicanthus)                                                                                            |
|  | |
|  | Centropyge bispinosa, C. interrupta, C. loricula, C. multicolor, C. potteri                                               |
|  | |
|  | Xiphypops |
|  | |

|  | Centropyge bispinosa, C. interrupta, C. loricula, C. multicolor, C. potteri |
|  |                                                                             |
|  | Xiphypops                                                                   |
|  |                                                                             |

|  | \| \| Centropyge bispinosa, C. interrupta, C. loricula, C. multicolor, C. potteri \| \| \| \| \| \| Xiphypops \| \| \| \| |
|  | |
|  | Lyrakaiserfische (Genicanthus)                                                                                            |
|  | |
|  | Centropyge bispinosa, C. interrupta, C. loricula, C. multicolor, C. potteri                                               |
|  | |
|  | Xiphypops |
|  | |

|  | Centropyge bispinosa, C. interrupta, C. loricula, C. multicolor, C. potteri |
|  |                                                                             |
|  | Xiphypops                                                                   |
|  |                                                                             |

|  | \| \| Centropyge bispinosa, C. interrupta, C. loricula, C. multicolor, C. potteri \| \| \| \| \| \| Xiphypops \| \| \| \| |
|  | |
|  | Lyrakaiserfische (Genicanthus)                                                                                            |
|  | |
|  | Centropyge bispinosa, C. interrupta, C. loricula, C. multicolor, C. potteri                                               |
|  | |
|  | Xiphypops |
|  | |

|  | Centropyge bispinosa, C. interrupta, C. loricula, C. multicolor, C. potteri |
|  |                                                                             |
|  | Xiphypops                                                                   |
|  |                                                                             |

|  | \| \| Centropyge bispinosa, C. interrupta, C. loricula, C. multicolor, C. potteri \| \| \| \| \| \| Xiphypops \| \| \| \| |
|  | |
|  | Lyrakaiserfische (Genicanthus)                                                                                            |
|  | |
|  | Centropyge bispinosa, C. interrupta, C. loricula, C. multicolor, C. potteri                                               |
|  | |
|  | Xiphypops |
|  | |

|  | Centropyge bispinosa, C. interrupta, C. loricula, C. multicolor, C. potteri |
|  |                                                                             |
|  | Xiphypops                                                                   |
|  |                                                                             |

|  | \| \| Centropyge bispinosa, C. interrupta, C. loricula, C. multicolor, C. potteri \| \| \| \| \| \| Xiphypops \| \| \| \| |
|  | |
|  | Lyrakaiserfische (Genicanthus)                                                                                            |
|  | |
|  | Centropyge bispinosa, C. interrupta, C. loricula, C. multicolor, C. potteri                                               |
|  | |
|  | Xiphypops |
|  | |

|  | Centropyge bispinosa, C. interrupta, C. loricula, C. multicolor, C. potteri |
|  |                                                                             |
|  | Xiphypops                                                                   |
|  |                                                                             |

|  | \| \| Centropyge bispinosa, C. interrupta, C. loricula, C. multicolor, C. potteri \| \| \| \| \| \| Xiphypops \| \| \| \| |
|  | |
|  | Lyrakaiserfische (Genicanthus)                                                                                            |
|  | |
|  | Centropyge bispinosa, C. interrupta, C. loricula, C. multicolor, C. potteri                                               |
|  | |
|  | Xiphypops |
|  | |

|  | Centropyge bispinosa, C. interrupta, C. loricula, C. multicolor, C. potteri |
|  |                                                                             |
|  | Xiphypops                                                                   |
|  |                                                                             |

|  | \| \| Centropyge bispinosa, C. interrupta, C. loricula, C. multicolor, C. potteri \| \| \| \| \| \| Xiphypops \| \| \| \| |
|  | |
|  | Lyrakaiserfische (Genicanthus)                                                                                            |
|  | |
|  | Centropyge bispinosa, C. interrupta, C. loricula, C. multicolor, C. potteri                                               |
|  | |
|  | Xiphypops |
|  | |

|  | Centropyge bispinosa, C. interrupta, C. loricula, C. multicolor, C. potteri |
|  |                                                                             |
|  | Xiphypops                                                                   |
|  |                                                                             |

|  | \| \| Centropyge bispinosa, C. interrupta, C. loricula, C. multicolor, C. potteri \| \| \| \| \| \| Xiphypops \| \| \| \| |
|  | |
|  | Lyrakaiserfische (Genicanthus)                                                                                            |
|  | |
|  | Centropyge bispinosa, C. interrupta, C. loricula, C. multicolor, C. potteri                                               |
|  | |
|  | Xiphypops |
|  | |

|  | Centropyge bispinosa, C. interrupta, C. loricula, C. multicolor, C. potteri |
|  |                                                                             |
|  | Xiphypops                                                                   |
|  |                                                                             |

|  | \| \| Centropyge bispinosa, C. interrupta, C. loricula, C. multicolor, C. potteri \| \| \| \| \| \| Xiphypops \| \| \| \| |
|  | |
|  | Lyrakaiserfische (Genicanthus)                                                                                            |
|  | |
|  | Centropyge bispinosa, C. interrupta, C. loricula, C. multicolor, C. potteri                                               |
|  | |
|  | Xiphypops |
|  | |

|  | Centropyge bispinosa, C. interrupta, C. loricula, C. multicolor, C. potteri |
|  |                                                                             |
|  | Xiphypops                                                                   |
|  |                                                                             |

|  | \| \| Centropyge bispinosa, C. interrupta, C. loricula, C. multicolor, C. potteri \| \| \| \| \| \| Xiphypops \| \| \| \| |
|  | |
|  | Lyrakaiserfische (Genicanthus)                                                                                            |
|  | |
|  | Centropyge bispinosa, C. interrupta, C. loricula, C. multicolor, C. potteri                                               |
|  | |
|  | Xiphypops |
|  | |

|  | Centropyge bispinosa, C. interrupta, C. loricula, C. multicolor, C. potteri |
|  |                                                                             |
|  | Xiphypops                                                                   |
|  |                                                                             |

|  | Engelfische (Holacanthus)       |
|  |                                 |
|  | Pfauen-Kaiserfisch (Pygoplites) |
|  |                                 |

|  | \| \| Centropyge bispinosa, C. interrupta, C. loricula, C. multicolor, C. potteri \| \| \| \| \| \| Xiphypops \| \| \| \| |
|  | |
|  | Lyrakaiserfische (Genicanthus)                                                                                            |
|  | |
|  | Centropyge bispinosa, C. interrupta, C. loricula, C. multicolor, C. potteri                                               |
|  | |
|  | Xiphypops |
|  | |

|  | Centropyge bispinosa, C. interrupta, C. loricula, C. multicolor, C. potteri |
|  |                                                                             |
|  | Xiphypops                                                                   |
|  |                                                                             |

|  | \| \| Centropyge bispinosa, C. interrupta, C. loricula, C. multicolor, C. potteri \| \| \| \| \| \| Xiphypops \| \| \| \| |
|  | |
|  | Lyrakaiserfische (Genicanthus)                                                                                            |
|  | |
|  | Centropyge bispinosa, C. interrupta, C. loricula, C. multicolor, C. potteri                                               |
|  | |
|  | Xiphypops |
|  | |

|  | Centropyge bispinosa, C. interrupta, C. loricula, C. multicolor, C. potteri |
|  |                                                                             |
|  | Xiphypops                                                                   |
|  |                                                                             |

|  | \| \| Centropyge bispinosa, C. interrupta, C. loricula, C. multicolor, C. potteri \| \| \| \| \| \| Xiphypops \| \| \| \| |
|  | |
|  | Lyrakaiserfische (Genicanthus)                                                                                            |
|  | |
|  | Centropyge bispinosa, C. interrupta, C. loricula, C. multicolor, C. potteri                                               |
|  | |
|  | Xiphypops |
|  | |

|  | Centropyge bispinosa, C. interrupta, C. loricula, C. multicolor, C. potteri |
|  |                                                                             |
|  | Xiphypops                                                                   |
|  |                                                                             |

|  | \| \| Centropyge bispinosa, C. interrupta, C. loricula, C. multicolor, C. potteri \| \| \| \| \| \| Xiphypops \| \| \| \| |
|  | |
|  | Lyrakaiserfische (Genicanthus)                                                                                            |
|  | |
|  | Centropyge bispinosa, C. interrupta, C. loricula, C. multicolor, C. potteri                                               |
|  | |
|  | Xiphypops |
|  | |

|  | Centropyge bispinosa, C. interrupta, C. loricula, C. multicolor, C. potteri |
|  |                                                                             |
|  | Xiphypops                                                                   |
|  |                                                                             |

|  | \| \| Centropyge bispinosa, C. interrupta, C. loricula, C. multicolor, C. potteri \| \| \| \| \| \| Xiphypops \| \| \| \| |
|  | |
|  | Lyrakaiserfische (Genicanthus)                                                                                            |
|  | |
|  | Centropyge bispinosa, C. interrupta, C. loricula, C. multicolor, C. potteri                                               |
|  | |
|  | Xiphypops |
|  | |

|  | Centropyge bispinosa, C. interrupta, C. loricula, C. multicolor, C. potteri |
|  |                                                                             |
|  | Xiphypops                                                                   |
|  |                                                                             |

|  | \| \| Centropyge bispinosa, C. interrupta, C. loricula, C. multicolor, C. potteri \| \| \| \| \| \| Xiphypops \| \| \| \| |
|  | |
|  | Lyrakaiserfische (Genicanthus)                                                                                            |
|  | |
|  | Centropyge bispinosa, C. interrupta, C. loricula, C. multicolor, C. potteri                                               |
|  | |
|  | Xiphypops |
|  | |

|  | Centropyge bispinosa, C. interrupta, C. loricula, C. multicolor, C. potteri |
|  |                                                                             |
|  | Xiphypops                                                                   |
|  |                                                                             |

|  | \| \| Centropyge bispinosa, C. interrupta, C. loricula, C. multicolor, C. potteri \| \| \| \| \| \| Xiphypops \| \| \| \| |
|  | |
|  | Lyrakaiserfische (Genicanthus)                                                                                            |
|  | |
|  | Centropyge bispinosa, C. interrupta, C. loricula, C. multicolor, C. potteri                                               |
|  | |
|  | Xiphypops |
|  | |

|  | Centropyge bispinosa, C. interrupta, C. loricula, C. multicolor, C. potteri |
|  |                                                                             |
|  | Xiphypops                                                                   |
|  |                                                                             |

|  | \| \| Centropyge bispinosa, C. interrupta, C. loricula, C. multicolor, C. potteri \| \| \| \| \| \| Xiphypops \| \| \| \| |
|  | |
|  | Lyrakaiserfische (Genicanthus)                                                                                            |
|  | |
|  | Centropyge bispinosa, C. interrupta, C. loricula, C. multicolor, C. potteri                                               |
|  | |
|  | Xiphypops |
|  | |

|  | Centropyge bispinosa, C. interrupta, C. loricula, C. multicolor, C. potteri |
|  |                                                                             |
|  | Xiphypops                                                                   |
|  |                                                                             |

|  | \| \| Centropyge bispinosa, C. interrupta, C. loricula, C. multicolor, C. potteri \| \| \| \| \| \| Xiphypops \| \| \| \| |
|  | |
|  | Lyrakaiserfische (Genicanthus)                                                                                            |
|  | |
|  | Centropyge bispinosa, C. interrupta, C. loricula, C. multicolor, C. potteri                                               |
|  | |
|  | Xiphypops |
|  | |

|  | Centropyge bispinosa, C. interrupta, C. loricula, C. multicolor, C. potteri |
|  |                                                                             |
|  | Xiphypops                                                                   |
|  |                                                                             |

|  | \| \| Centropyge bispinosa, C. interrupta, C. loricula, C. multicolor, C. potteri \| \| \| \| \| \| Xiphypops \| \| \| \| |
|  | |
|  | Lyrakaiserfische (Genicanthus)                                                                                            |
|  | |
|  | Centropyge bispinosa, C. interrupta, C. loricula, C. multicolor, C. potteri                                               |
|  | |
|  | Xiphypops |
|  | |

|  | Centropyge bispinosa, C. interrupta, C. loricula, C. multicolor, C. potteri |
|  |                                                                             |
|  | Xiphypops                                                                   |
|  |                                                                             |

|  | \| \| Centropyge bispinosa, C. interrupta, C. loricula, C. multicolor, C. potteri \| \| \| \| \| \| Xiphypops \| \| \| \| |
|  | |
|  | Lyrakaiserfische (Genicanthus)                                                                                            |
|  | |
|  | Centropyge bispinosa, C. interrupta, C. loricula, C. multicolor, C. potteri                                               |
|  | |
|  | Xiphypops |
|  | |

|  | Centropyge bispinosa, C. interrupta, C. loricula, C. multicolor, C. potteri |
|  |                                                                             |
|  | Xiphypops                                                                   |
|  |                                                                             |

|  | \| \| Centropyge bispinosa, C. interrupta, C. loricula, C. multicolor, C. potteri \| \| \| \| \| \| Xiphypops \| \| \| \| |
|  | |
|  | Lyrakaiserfische (Genicanthus)                                                                                            |
|  | |
|  | Centropyge bispinosa, C. interrupta, C. loricula, C. multicolor, C. potteri                                               |
|  | |
|  | Xiphypops |
|  | |

|  | Centropyge bispinosa, C. interrupta, C. loricula, C. multicolor, C. potteri |
|  |                                                                             |
|  | Xiphypops                                                                   |
|  |                                                                             |

|  | \| \| Centropyge bispinosa, C. interrupta, C. loricula, C. multicolor, C. potteri \| \| \| \| \| \| Xiphypops \| \| \| \| |
|  | |
|  | Lyrakaiserfische (Genicanthus)                                                                                            |
|  | |
|  | Centropyge bispinosa, C. interrupta, C. loricula, C. multicolor, C. potteri                                               |
|  | |
|  | Xiphypops |
|  | |

|  | Centropyge bispinosa, C. interrupta, C. loricula, C. multicolor, C. potteri |
|  |                                                                             |
|  | Xiphypops                                                                   |
|  |                                                                             |

|  | \| \| Centropyge bispinosa, C. interrupta, C. loricula, C. multicolor, C. potteri \| \| \| \| \| \| Xiphypops \| \| \| \| |
|  | |
|  | Lyrakaiserfische (Genicanthus)                                                                                            |
|  | |
|  | Centropyge bispinosa, C. interrupta, C. loricula, C. multicolor, C. potteri                                               |
|  | |
|  | Xiphypops |
|  | |

|  | Centropyge bispinosa, C. interrupta, C. loricula, C. multicolor, C. potteri |
|  |                                                                             |
|  | Xiphypops                                                                   |
|  |                                                                             |

|  | \| \| Centropyge bispinosa, C. interrupta, C. loricula, C. multicolor, C. potteri \| \| \| \| \| \| Xiphypops \| \| \| \| |
|  | |
|  | Lyrakaiserfische (Genicanthus)                                                                                            |
|  | |
|  | Centropyge bispinosa, C. interrupta, C. loricula, C. multicolor, C. potteri                                               |
|  | |
|  | Xiphypops |
|  | |

|  | Centropyge bispinosa, C. interrupta, C. loricula, C. multicolor, C. potteri |
|  |                                                                             |
|  | Xiphypops                                                                   |
|  |                                                                             |

|  | \| \| Centropyge bispinosa, C. interrupta, C. loricula, C. multicolor, C. potteri \| \| \| \| \| \| Xiphypops \| \| \| \| |
|  | |
|  | Lyrakaiserfische (Genicanthus)                                                                                            |
|  | |
|  | Centropyge bispinosa, C. interrupta, C. loricula, C. multicolor, C. potteri                                               |
|  | |
|  | Xiphypops |
|  | |

|  | Centropyge bispinosa, C. interrupta, C. loricula, C. multicolor, C. potteri |
|  |                                                                             |
|  | Xiphypops                                                                   |
|  |                                                                             |

|  | Engelfische (Holacanthus)       |
|  |                                 |
|  | Pfauen-Kaiserfisch (Pygoplites) |
|  |                                 |

|  | \| \| Centropyge bispinosa, C. interrupta, C. loricula, C. multicolor, C. potteri \| \| \| \| \| \| Xiphypops \| \| \| \| |
|  | |
|  | Lyrakaiserfische (Genicanthus)                                                                                            |
|  | |
|  | Centropyge bispinosa, C. interrupta, C. loricula, C. multicolor, C. potteri                                               |
|  | |
|  | Xiphypops |
|  | |

|  | Centropyge bispinosa, C. interrupta, C. loricula, C. multicolor, C. potteri |
|  |                                                                             |
|  | Xiphypops                                                                   |
|  |                                                                             |

|  | \| \| Centropyge bispinosa, C. interrupta, C. loricula, C. multicolor, C. potteri \| \| \| \| \| \| Xiphypops \| \| \| \| |
|  | |
|  | Lyrakaiserfische (Genicanthus)                                                                                            |
|  | |
|  | Centropyge bispinosa, C. interrupta, C. loricula, C. multicolor, C. potteri                                               |
|  | |
|  | Xiphypops |
|  | |

|  | Centropyge bispinosa, C. interrupta, C. loricula, C. multicolor, C. potteri |
|  |                                                                             |
|  | Xiphypops                                                                   |
|  |                                                                             |

|  | \| \| Centropyge bispinosa, C. interrupta, C. loricula, C. multicolor, C. potteri \| \| \| \| \| \| Xiphypops \| \| \| \| |
|  | |
|  | Lyrakaiserfische (Genicanthus)                                                                                            |
|  | |
|  | Centropyge bispinosa, C. interrupta, C. loricula, C. multicolor, C. potteri                                               |
|  | |
|  | Xiphypops |
|  | |

|  | Centropyge bispinosa, C. interrupta, C. loricula, C. multicolor, C. potteri |
|  |                                                                             |
|  | Xiphypops                                                                   |
|  |                                                                             |

|  | \| \| Centropyge bispinosa, C. interrupta, C. loricula, C. multicolor, C. potteri \| \| \| \| \| \| Xiphypops \| \| \| \| |
|  | |
|  | Lyrakaiserfische (Genicanthus)                                                                                            |
|  | |
|  | Centropyge bispinosa, C. interrupta, C. loricula, C. multicolor, C. potteri                                               |
|  | |
|  | Xiphypops |
|  | |

|  | Centropyge bispinosa, C. interrupta, C. loricula, C. multicolor, C. potteri |
|  |                                                                             |
|  | Xiphypops                                                                   |
|  |                                                                             |

|  | \| \| Centropyge bispinosa, C. interrupta, C. loricula, C. multicolor, C. potteri \| \| \| \| \| \| Xiphypops \| \| \| \| |
|  | |
|  | Lyrakaiserfische (Genicanthus)                                                                                            |
|  | |
|  | Centropyge bispinosa, C. interrupta, C. loricula, C. multicolor, C. potteri                                               |
|  | |
|  | Xiphypops |
|  | |

|  | Centropyge bispinosa, C. interrupta, C. loricula, C. multicolor, C. potteri |
|  |                                                                             |
|  | Xiphypops                                                                   |
|  |                                                                             |

|  | \| \| Centropyge bispinosa, C. interrupta, C. loricula, C. multicolor, C. potteri \| \| \| \| \| \| Xiphypops \| \| \| \| |
|  | |
|  | Lyrakaiserfische (Genicanthus)                                                                                            |
|  | |
|  | Centropyge bispinosa, C. interrupta, C. loricula, C. multicolor, C. potteri                                               |
|  | |
|  | Xiphypops |
|  | |

|  | Centropyge bispinosa, C. interrupta, C. loricula, C. multicolor, C. potteri |
|  |                                                                             |
|  | Xiphypops                                                                   |
|  |                                                                             |

|  | \| \| Centropyge bispinosa, C. interrupta, C. loricula, C. multicolor, C. potteri \| \| \| \| \| \| Xiphypops \| \| \| \| |
|  | |
|  | Lyrakaiserfische (Genicanthus)                                                                                            |
|  | |
|  | Centropyge bispinosa, C. interrupta, C. loricula, C. multicolor, C. potteri                                               |
|  | |
|  | Xiphypops |
|  | |

|  | Centropyge bispinosa, C. interrupta, C. loricula, C. multicolor, C. potteri |
|  |                                                                             |
|  | Xiphypops                                                                   |
|  |                                                                             |

|  | \| \| Centropyge bispinosa, C. interrupta, C. loricula, C. multicolor, C. potteri \| \| \| \| \| \| Xiphypops \| \| \| \| |
|  | |
|  | Lyrakaiserfische (Genicanthus)                                                                                            |
|  | |
|  | Centropyge bispinosa, C. interrupta, C. loricula, C. multicolor, C. potteri                                               |
|  | |
|  | Xiphypops |
|  | |

|  | Centropyge bispinosa, C. interrupta, C. loricula, C. multicolor, C. potteri |
|  |                                                                             |
|  | Xiphypops                                                                   |
|  |                                                                             |

|  | \| \| Centropyge bispinosa, C. interrupta, C. loricula, C. multicolor, C. potteri \| \| \| \| \| \| Xiphypops \| \| \| \| |
|  | |
|  | Lyrakaiserfische (Genicanthus)                                                                                            |
|  | |
|  | Centropyge bispinosa, C. interrupta, C. loricula, C. multicolor, C. potteri                                               |
|  | |
|  | Xiphypops |
|  | |

|  | Centropyge bispinosa, C. interrupta, C. loricula, C. multicolor, C. potteri |
|  |                                                                             |
|  | Xiphypops                                                                   |
|  |                                                                             |

|  | \| \| Centropyge bispinosa, C. interrupta, C. loricula, C. multicolor, C. potteri \| \| \| \| \| \| Xiphypops \| \| \| \| |
|  | |
|  | Lyrakaiserfische (Genicanthus)                                                                                            |
|  | |
|  | Centropyge bispinosa, C. interrupta, C. loricula, C. multicolor, C. potteri                                               |
|  | |
|  | Xiphypops |
|  | |

|  | Centropyge bispinosa, C. interrupta, C. loricula, C. multicolor, C. potteri |
|  |                                                                             |
|  | Xiphypops                                                                   |
|  |                                                                             |

|  | \| \| Centropyge bispinosa, C. interrupta, C. loricula, C. multicolor, C. potteri \| \| \| \| \| \| Xiphypops \| \| \| \| |
|  | |
|  | Lyrakaiserfische (Genicanthus)                                                                                            |
|  | |
|  | Centropyge bispinosa, C. interrupta, C. loricula, C. multicolor, C. potteri                                               |
|  | |
|  | Xiphypops |
|  | |

|  | Centropyge bispinosa, C. interrupta, C. loricula, C. multicolor, C. potteri |
|  |                                                                             |
|  | Xiphypops                                                                   |
|  |                                                                             |

|  | \| \| Centropyge bispinosa, C. interrupta, C. loricula, C. multicolor, C. potteri \| \| \| \| \| \| Xiphypops \| \| \| \| |
|  | |
|  | Lyrakaiserfische (Genicanthus)                                                                                            |
|  | |
|  | Centropyge bispinosa, C. interrupta, C. loricula, C. multicolor, C. potteri                                               |
|  | |
|  | Xiphypops |
|  | |

|  | Centropyge bispinosa, C. interrupta, C. loricula, C. multicolor, C. potteri |
|  |                                                                             |
|  | Xiphypops                                                                   |
|  |                                                                             |

|  | \| \| Centropyge bispinosa, C. interrupta, C. loricula, C. multicolor, C. potteri \| \| \| \| \| \| Xiphypops \| \| \| \| |
|  | |
|  | Lyrakaiserfische (Genicanthus)                                                                                            |
|  | |
|  | Centropyge bispinosa, C. interrupta, C. loricula, C. multicolor, C. potteri                                               |
|  | |
|  | Xiphypops |
|  | |

|  | Centropyge bispinosa, C. interrupta, C. loricula, C. multicolor, C. potteri |
|  |                                                                             |
|  | Xiphypops                                                                   |
|  |                                                                             |

|  | \| \| Centropyge bispinosa, C. interrupta, C. loricula, C. multicolor, C. potteri \| \| \| \| \| \| Xiphypops \| \| \| \| |
|  | |
|  | Lyrakaiserfische (Genicanthus)                                                                                            |
|  | |
|  | Centropyge bispinosa, C. interrupta, C. loricula, C. multicolor, C. potteri                                               |
|  | |
|  | Xiphypops |
|  | |

|  | Centropyge bispinosa, C. interrupta, C. loricula, C. multicolor, C. potteri |
|  |                                                                             |
|  | Xiphypops                                                                   |
|  |                                                                             |

|  | \| \| Centropyge bispinosa, C. interrupta, C. loricula, C. multicolor, C. potteri \| \| \| \| \| \| Xiphypops \| \| \| \| |
|  | |
|  | Lyrakaiserfische (Genicanthus)                                                                                            |
|  | |
|  | Centropyge bispinosa, C. interrupta, C. loricula, C. multicolor, C. potteri                                               |
|  | |
|  | Xiphypops |
|  | |

|  | Centropyge bispinosa, C. interrupta, C. loricula, C. multicolor, C. potteri |
|  |                                                                             |
|  | Xiphypops                                                                   |
|  |                                                                             |

|  | \| \| Centropyge bispinosa, C. interrupta, C. loricula, C. multicolor, C. potteri \| \| \| \| \| \| Xiphypops \| \| \| \| |
|  | |
|  | Lyrakaiserfische (Genicanthus)                                                                                            |
|  | |
|  | Centropyge bispinosa, C. interrupta, C. loricula, C. multicolor, C. potteri                                               |
|  | |
|  | Xiphypops |
|  | |

|  | Centropyge bispinosa, C. interrupta, C. loricula, C. multicolor, C. potteri |
|  |                                                                             |
|  | Xiphypops                                                                   |
|  |                                                                             |

|  | Engelfische (Holacanthus)       |
|  |                                 |
|  | Pfauen-Kaiserfisch (Pygoplites) |
|  |                                 |

|  | \| \| Centropyge bispinosa, C. interrupta, C. loricula, C. multicolor, C. potteri \| \| \| \| \| \| Xiphypops \| \| \| \| |
|  | |
|  | Lyrakaiserfische (Genicanthus)                                                                                            |
|  | |
|  | Centropyge bispinosa, C. interrupta, C. loricula, C. multicolor, C. potteri                                               |
|  | |
|  | Xiphypops |
|  | |

|  | Centropyge bispinosa, C. interrupta, C. loricula, C. multicolor, C. potteri |
|  |                                                                             |
|  | Xiphypops                                                                   |
|  |                                                                             |

|  | \| \| Centropyge bispinosa, C. interrupta, C. loricula, C. multicolor, C. potteri \| \| \| \| \| \| Xiphypops \| \| \| \| |
|  | |
|  | Lyrakaiserfische (Genicanthus)                                                                                            |
|  | |
|  | Centropyge bispinosa, C. interrupta, C. loricula, C. multicolor, C. potteri                                               |
|  | |
|  | Xiphypops |
|  | |

|  | Centropyge bispinosa, C. interrupta, C. loricula, C. multicolor, C. potteri |
|  |                                                                             |
|  | Xiphypops                                                                   |
|  |                                                                             |

|  | \| \| Centropyge bispinosa, C. interrupta, C. loricula, C. multicolor, C. potteri \| \| \| \| \| \| Xiphypops \| \| \| \| |
|  | |
|  | Lyrakaiserfische (Genicanthus)                                                                                            |
|  | |
|  | Centropyge bispinosa, C. interrupta, C. loricula, C. multicolor, C. potteri                                               |
|  | |
|  | Xiphypops |
|  | |

|  | Centropyge bispinosa, C. interrupta, C. loricula, C. multicolor, C. potteri |
|  |                                                                             |
|  | Xiphypops                                                                   |
|  |                                                                             |

|  | \| \| Centropyge bispinosa, C. interrupta, C. loricula, C. multicolor, C. potteri \| \| \| \| \| \| Xiphypops \| \| \| \| |
|  | |
|  | Lyrakaiserfische (Genicanthus)                                                                                            |
|  | |
|  | Centropyge bispinosa, C. interrupta, C. loricula, C. multicolor, C. potteri                                               |
|  | |
|  | Xiphypops |
|  | |

|  | Centropyge bispinosa, C. interrupta, C. loricula, C. multicolor, C. potteri |
|  |                                                                             |
|  | Xiphypops                                                                   |
|  |                                                                             |

|  | \| \| Centropyge bispinosa, C. interrupta, C. loricula, C. multicolor, C. potteri \| \| \| \| \| \| Xiphypops \| \| \| \| |
|  | |
|  | Lyrakaiserfische (Genicanthus)                                                                                            |
|  | |
|  | Centropyge bispinosa, C. interrupta, C. loricula, C. multicolor, C. potteri                                               |
|  | |
|  | Xiphypops |
|  | |

|  | Centropyge bispinosa, C. interrupta, C. loricula, C. multicolor, C. potteri |
|  |                                                                             |
|  | Xiphypops                                                                   |
|  |                                                                             |

|  | \| \| Centropyge bispinosa, C. interrupta, C. loricula, C. multicolor, C. potteri \| \| \| \| \| \| Xiphypops \| \| \| \| |
|  | |
|  | Lyrakaiserfische (Genicanthus)                                                                                            |
|  | |
|  | Centropyge bispinosa, C. interrupta, C. loricula, C. multicolor, C. potteri                                               |
|  | |
|  | Xiphypops |
|  | |

|  | Centropyge bispinosa, C. interrupta, C. loricula, C. multicolor, C. potteri |
|  |                                                                             |
|  | Xiphypops                                                                   |
|  |                                                                             |

|  | \| \| Centropyge bispinosa, C. interrupta, C. loricula, C. multicolor, C. potteri \| \| \| \| \| \| Xiphypops \| \| \| \| |
|  | |
|  | Lyrakaiserfische (Genicanthus)                                                                                            |
|  | |
|  | Centropyge bispinosa, C. interrupta, C. loricula, C. multicolor, C. potteri                                               |
|  | |
|  | Xiphypops |
|  | |

|  | Centropyge bispinosa, C. interrupta, C. loricula, C. multicolor, C. potteri |
|  |                                                                             |
|  | Xiphypops                                                                   |
|  |                                                                             |

|  | \| \| Centropyge bispinosa, C. interrupta, C. loricula, C. multicolor, C. potteri \| \| \| \| \| \| Xiphypops \| \| \| \| |
|  | |
|  | Lyrakaiserfische (Genicanthus)                                                                                            |
|  | |
|  | Centropyge bispinosa, C. interrupta, C. loricula, C. multicolor, C. potteri                                               |
|  | |
|  | Xiphypops |
|  | |

|  | Centropyge bispinosa, C. interrupta, C. loricula, C. multicolor, C. potteri |
|  |                                                                             |
|  | Xiphypops                                                                   |
|  |                                                                             |

|  | \| \| Centropyge bispinosa, C. interrupta, C. loricula, C. multicolor, C. potteri \| \| \| \| \| \| Xiphypops \| \| \| \| |
|  | |
|  | Lyrakaiserfische (Genicanthus)                                                                                            |
|  | |
|  | Centropyge bispinosa, C. interrupta, C. loricula, C. multicolor, C. potteri                                               |
|  | |
|  | Xiphypops |
|  | |

|  | Centropyge bispinosa, C. interrupta, C. loricula, C. multicolor, C. potteri |
|  |                                                                             |
|  | Xiphypops                                                                   |
|  |                                                                             |

|  | \| \| Centropyge bispinosa, C. interrupta, C. loricula, C. multicolor, C. potteri \| \| \| \| \| \| Xiphypops \| \| \| \| |
|  | |
|  | Lyrakaiserfische (Genicanthus)                                                                                            |
|  | |
|  | Centropyge bispinosa, C. interrupta, C. loricula, C. multicolor, C. potteri                                               |
|  | |
|  | Xiphypops |
|  | |

|  | Centropyge bispinosa, C. interrupta, C. loricula, C. multicolor, C. potteri |
|  |                                                                             |
|  | Xiphypops                                                                   |
|  |                                                                             |

|  | \| \| Centropyge bispinosa, C. interrupta, C. loricula, C. multicolor, C. potteri \| \| \| \| \| \| Xiphypops \| \| \| \| |
|  | |
|  | Lyrakaiserfische (Genicanthus)                                                                                            |
|  | |
|  | Centropyge bispinosa, C. interrupta, C. loricula, C. multicolor, C. potteri                                               |
|  | |
|  | Xiphypops |
|  | |

|  | Centropyge bispinosa, C. interrupta, C. loricula, C. multicolor, C. potteri |
|  |                                                                             |
|  | Xiphypops                                                                   |
|  |                                                                             |

|  | \| \| Centropyge bispinosa, C. interrupta, C. loricula, C. multicolor, C. potteri \| \| \| \| \| \| Xiphypops \| \| \| \| |
|  | |
|  | Lyrakaiserfische (Genicanthus)                                                                                            |
|  | |
|  | Centropyge bispinosa, C. interrupta, C. loricula, C. multicolor, C. potteri                                               |
|  | |
|  | Xiphypops |
|  | |

|  | Centropyge bispinosa, C. interrupta, C. loricula, C. multicolor, C. potteri |
|  |                                                                             |
|  | Xiphypops                                                                   |
|  |                                                                             |

|  | \| \| Centropyge bispinosa, C. interrupta, C. loricula, C. multicolor, C. potteri \| \| \| \| \| \| Xiphypops \| \| \| \| |
|  | |
|  | Lyrakaiserfische (Genicanthus)                                                                                            |
|  | |
|  | Centropyge bispinosa, C. interrupta, C. loricula, C. multicolor, C. potteri                                               |
|  | |
|  | Xiphypops |
|  | |

|  | Centropyge bispinosa, C. interrupta, C. loricula, C. multicolor, C. potteri |
|  |                                                                             |
|  | Xiphypops                                                                   |
|  |                                                                             |

|  | \| \| Centropyge bispinosa, C. interrupta, C. loricula, C. multicolor, C. potteri \| \| \| \| \| \| Xiphypops \| \| \| \| |
|  | |
|  | Lyrakaiserfische (Genicanthus)                                                                                            |
|  | |
|  | Centropyge bispinosa, C. interrupta, C. loricula, C. multicolor, C. potteri                                               |
|  | |
|  | Xiphypops |
|  | |

|  | Centropyge bispinosa, C. interrupta, C. loricula, C. multicolor, C. potteri |
|  |                                                                             |
|  | Xiphypops                                                                   |
|  |                                                                             |

|  | \| \| Centropyge bispinosa, C. interrupta, C. loricula, C. multicolor, C. potteri \| \| \| \| \| \| Xiphypops \| \| \| \| |
|  | |
|  | Lyrakaiserfische (Genicanthus)                                                                                            |
|  | |
|  | Centropyge bispinosa, C. interrupta, C. loricula, C. multicolor, C. potteri                                               |
|  | |
|  | Xiphypops |
|  | |

|  | Centropyge bispinosa, C. interrupta, C. loricula, C. multicolor, C. potteri |
|  |                                                                             |
|  | Xiphypops                                                                   |
|  |                                                                             |

|  | \| \| Centropyge bispinosa, C. interrupta, C. loricula, C. multicolor, C. potteri \| \| \| \| \| \| Xiphypops \| \| \| \| |
|  | |
|  | Lyrakaiserfische (Genicanthus)                                                                                            |
|  | |
|  | Centropyge bispinosa, C. interrupta, C. loricula, C. multicolor, C. potteri                                               |
|  | |
|  | Xiphypops |
|  | |

|  | Centropyge bispinosa, C. interrupta, C. loricula, C. multicolor, C. potteri |
|  |                                                                             |
|  | Xiphypops                                                                   |
|  |                                                                             |

|  | Engelfische (Holacanthus)       |
|  |                                 |
|  | Pfauen-Kaiserfisch (Pygoplites) |
|  |                                 |

|  | \| \| Centropyge bispinosa, C. interrupta, C. loricula, C. multicolor, C. potteri \| \| \| \| \| \| Xiphypops \| \| \| \| |
|  | |
|  | Lyrakaiserfische (Genicanthus)                                                                                            |
|  | |
|  | Centropyge bispinosa, C. interrupta, C. loricula, C. multicolor, C. potteri                                               |
|  | |
|  | Xiphypops |
|  | |

|  | Centropyge bispinosa, C. interrupta, C. loricula, C. multicolor, C. potteri |
|  |                                                                             |
|  | Xiphypops                                                                   |
|  |                                                                             |

|  | \| \| Centropyge bispinosa, C. interrupta, C. loricula, C. multicolor, C. potteri \| \| \| \| \| \| Xiphypops \| \| \| \| |
|  | |
|  | Lyrakaiserfische (Genicanthus)                                                                                            |
|  | |
|  | Centropyge bispinosa, C. interrupta, C. loricula, C. multicolor, C. potteri                                               |
|  | |
|  | Xiphypops |
|  | |

|  | Centropyge bispinosa, C. interrupta, C. loricula, C. multicolor, C. potteri |
|  |                                                                             |
|  | Xiphypops                                                                   |
|  |                                                                             |

|  | \| \| Centropyge bispinosa, C. interrupta, C. loricula, C. multicolor, C. potteri \| \| \| \| \| \| Xiphypops \| \| \| \| |
|  | |
|  | Lyrakaiserfische (Genicanthus)                                                                                            |
|  | |
|  | Centropyge bispinosa, C. interrupta, C. loricula, C. multicolor, C. potteri                                               |
|  | |
|  | Xiphypops |
|  | |

|  | Centropyge bispinosa, C. interrupta, C. loricula, C. multicolor, C. potteri |
|  |                                                                             |
|  | Xiphypops                                                                   |
|  |                                                                             |

|  | \| \| Centropyge bispinosa, C. interrupta, C. loricula, C. multicolor, C. potteri \| \| \| \| \| \| Xiphypops \| \| \| \| |
|  | |
|  | Lyrakaiserfische (Genicanthus)                                                                                            |
|  | |
|  | Centropyge bispinosa, C. interrupta, C. loricula, C. multicolor, C. potteri                                               |
|  | |
|  | Xiphypops |
|  | |

|  | Centropyge bispinosa, C. interrupta, C. loricula, C. multicolor, C. potteri |
|  |                                                                             |
|  | Xiphypops                                                                   |
|  |                                                                             |

|  | \| \| Centropyge bispinosa, C. interrupta, C. loricula, C. multicolor, C. potteri \| \| \| \| \| \| Xiphypops \| \| \| \| |
|  | |
|  | Lyrakaiserfische (Genicanthus)                                                                                            |
|  | |
|  | Centropyge bispinosa, C. interrupta, C. loricula, C. multicolor, C. potteri                                               |
|  | |
|  | Xiphypops |
|  | |

|  | Centropyge bispinosa, C. interrupta, C. loricula, C. multicolor, C. potteri |
|  |                                                                             |
|  | Xiphypops                                                                   |
|  |                                                                             |

|  | \| \| Centropyge bispinosa, C. interrupta, C. loricula, C. multicolor, C. potteri \| \| \| \| \| \| Xiphypops \| \| \| \| |
|  | |
|  | Lyrakaiserfische (Genicanthus)                                                                                            |
|  | |
|  | Centropyge bispinosa, C. interrupta, C. loricula, C. multicolor, C. potteri                                               |
|  | |
|  | Xiphypops |
|  | |

|  | Centropyge bispinosa, C. interrupta, C. loricula, C. multicolor, C. potteri |
|  |                                                                             |
|  | Xiphypops                                                                   |
|  |                                                                             |

|  | \| \| Centropyge bispinosa, C. interrupta, C. loricula, C. multicolor, C. potteri \| \| \| \| \| \| Xiphypops \| \| \| \| |
|  | |
|  | Lyrakaiserfische (Genicanthus)                                                                                            |
|  | |
|  | Centropyge bispinosa, C. interrupta, C. loricula, C. multicolor, C. potteri                                               |
|  | |
|  | Xiphypops |
|  | |

|  | Centropyge bispinosa, C. interrupta, C. loricula, C. multicolor, C. potteri |
|  |                                                                             |
|  | Xiphypops                                                                   |
|  |                                                                             |

|  | \| \| Centropyge bispinosa, C. interrupta, C. loricula, C. multicolor, C. potteri \| \| \| \| \| \| Xiphypops \| \| \| \| |
|  | |
|  | Lyrakaiserfische (Genicanthus)                                                                                            |
|  | |
|  | Centropyge bispinosa, C. interrupta, C. loricula, C. multicolor, C. potteri                                               |
|  | |
|  | Xiphypops |
|  | |

|  | Centropyge bispinosa, C. interrupta, C. loricula, C. multicolor, C. potteri |
|  |                                                                             |
|  | Xiphypops                                                                   |
|  |                                                                             |

|  | \| \| Centropyge bispinosa, C. interrupta, C. loricula, C. multicolor, C. potteri \| \| \| \| \| \| Xiphypops \| \| \| \| |
|  | |
|  | Lyrakaiserfische (Genicanthus)                                                                                            |
|  | |
|  | Centropyge bispinosa, C. interrupta, C. loricula, C. multicolor, C. potteri                                               |
|  | |
|  | Xiphypops |
|  | |

|  | Centropyge bispinosa, C. interrupta, C. loricula, C. multicolor, C. potteri |
|  |                                                                             |
|  | Xiphypops                                                                   |
|  |                                                                             |

|  | \| \| Centropyge bispinosa, C. interrupta, C. loricula, C. multicolor, C. potteri \| \| \| \| \| \| Xiphypops \| \| \| \| |
|  | |
|  | Lyrakaiserfische (Genicanthus)                                                                                            |
|  | |
|  | Centropyge bispinosa, C. interrupta, C. loricula, C. multicolor, C. potteri                                               |
|  | |
|  | Xiphypops |
|  | |

|  | Centropyge bispinosa, C. interrupta, C. loricula, C. multicolor, C. potteri |
|  |                                                                             |
|  | Xiphypops                                                                   |
|  |                                                                             |

|  | \| \| Centropyge bispinosa, C. interrupta, C. loricula, C. multicolor, C. potteri \| \| \| \| \| \| Xiphypops \| \| \| \| |
|  | |
|  | Lyrakaiserfische (Genicanthus)                                                                                            |
|  | |
|  | Centropyge bispinosa, C. interrupta, C. loricula, C. multicolor, C. potteri                                               |
|  | |
|  | Xiphypops |
|  | |

|  | Centropyge bispinosa, C. interrupta, C. loricula, C. multicolor, C. potteri |
|  |                                                                             |
|  | Xiphypops                                                                   |
|  |                                                                             |

|  | \| \| Centropyge bispinosa, C. interrupta, C. loricula, C. multicolor, C. potteri \| \| \| \| \| \| Xiphypops \| \| \| \| |
|  | |
|  | Lyrakaiserfische (Genicanthus)                                                                                            |
|  | |
|  | Centropyge bispinosa, C. interrupta, C. loricula, C. multicolor, C. potteri                                               |
|  | |
|  | Xiphypops |
|  | |

|  | Centropyge bispinosa, C. interrupta, C. loricula, C. multicolor, C. potteri |
|  |                                                                             |
|  | Xiphypops                                                                   |
|  |                                                                             |

|  | \| \| Centropyge bispinosa, C. interrupta, C. loricula, C. multicolor, C. potteri \| \| \| \| \| \| Xiphypops \| \| \| \| |
|  | |
|  | Lyrakaiserfische (Genicanthus)                                                                                            |
|  | |
|  | Centropyge bispinosa, C. interrupta, C. loricula, C. multicolor, C. potteri                                               |
|  | |
|  | Xiphypops |
|  | |

|  | Centropyge bispinosa, C. interrupta, C. loricula, C. multicolor, C. potteri |
|  |                                                                             |
|  | Xiphypops                                                                   |
|  |                                                                             |

|  | \| \| Centropyge bispinosa, C. interrupta, C. loricula, C. multicolor, C. potteri \| \| \| \| \| \| Xiphypops \| \| \| \| |
|  | |
|  | Lyrakaiserfische (Genicanthus)                                                                                            |
|  | |
|  | Centropyge bispinosa, C. interrupta, C. loricula, C. multicolor, C. potteri                                               |
|  | |
|  | Xiphypops |
|  | |

|  | Centropyge bispinosa, C. interrupta, C. loricula, C. multicolor, C. potteri |
|  |                                                                             |
|  | Xiphypops                                                                   |
|  |                                                                             |

|  | \| \| Centropyge bispinosa, C. interrupta, C. loricula, C. multicolor, C. potteri \| \| \| \| \| \| Xiphypops \| \| \| \| |
|  | |
|  | Lyrakaiserfische (Genicanthus)                                                                                            |
|  | |
|  | Centropyge bispinosa, C. interrupta, C. loricula, C. multicolor, C. potteri                                               |
|  | |
|  | Xiphypops |
|  | |

|  | Centropyge bispinosa, C. interrupta, C. loricula, C. multicolor, C. potteri |
|  |                                                                             |
|  | Xiphypops                                                                   |
|  |                                                                             |

|  | \| \| Centropyge bispinosa, C. interrupta, C. loricula, C. multicolor, C. potteri \| \| \| \| \| \| Xiphypops \| \| \| \| |
|  | |
|  | Lyrakaiserfische (Genicanthus)                                                                                            |
|  | |
|  | Centropyge bispinosa, C. interrupta, C. loricula, C. multicolor, C. potteri                                               |
|  | |
|  | Xiphypops |
|  | |

|  | Centropyge bispinosa, C. interrupta, C. loricula, C. multicolor, C. potteri |
|  |                                                                             |
|  | Xiphypops                                                                   |
|  |                                                                             |

|  | Engelfische (Holacanthus)       |
|  |                                 |
|  | Pfauen-Kaiserfisch (Pygoplites) |
|  |                                 |

|  | \| \| Centropyge bispinosa, C. interrupta, C. loricula, C. multicolor, C. potteri \| \| \| \| \| \| Xiphypops \| \| \| \| |
|  | |
|  | Lyrakaiserfische (Genicanthus)                                                                                            |
|  | |
|  | Centropyge bispinosa, C. interrupta, C. loricula, C. multicolor, C. potteri                                               |
|  | |
|  | Xiphypops |
|  | |

|  | Centropyge bispinosa, C. interrupta, C. loricula, C. multicolor, C. potteri |
|  |                                                                             |
|  | Xiphypops                                                                   |
|  |                                                                             |

|  | \| \| Centropyge bispinosa, C. interrupta, C. loricula, C. multicolor, C. potteri \| \| \| \| \| \| Xiphypops \| \| \| \| |
|  | |
|  | Lyrakaiserfische (Genicanthus)                                                                                            |
|  | |
|  | Centropyge bispinosa, C. interrupta, C. loricula, C. multicolor, C. potteri                                               |
|  | |
|  | Xiphypops |
|  | |

|  | Centropyge bispinosa, C. interrupta, C. loricula, C. multicolor, C. potteri |
|  |                                                                             |
|  | Xiphypops                                                                   |
|  |                                                                             |

|  | \| \| Centropyge bispinosa, C. interrupta, C. loricula, C. multicolor, C. potteri \| \| \| \| \| \| Xiphypops \| \| \| \| |
|  | |
|  | Lyrakaiserfische (Genicanthus)                                                                                            |
|  | |
|  | Centropyge bispinosa, C. interrupta, C. loricula, C. multicolor, C. potteri                                               |
|  | |
|  | Xiphypops |
|  | |

|  | Centropyge bispinosa, C. interrupta, C. loricula, C. multicolor, C. potteri |
|  |                                                                             |
|  | Xiphypops                                                                   |
|  |                                                                             |

|  | \| \| Centropyge bispinosa, C. interrupta, C. loricula, C. multicolor, C. potteri \| \| \| \| \| \| Xiphypops \| \| \| \| |
|  | |
|  | Lyrakaiserfische (Genicanthus)                                                                                            |
|  | |
|  | Centropyge bispinosa, C. interrupta, C. loricula, C. multicolor, C. potteri                                               |
|  | |
|  | Xiphypops |
|  | |

|  | Centropyge bispinosa, C. interrupta, C. loricula, C. multicolor, C. potteri |
|  |                                                                             |
|  | Xiphypops                                                                   |
|  |                                                                             |

|  | \| \| Centropyge bispinosa, C. interrupta, C. loricula, C. multicolor, C. potteri \| \| \| \| \| \| Xiphypops \| \| \| \| |
|  | |
|  | Lyrakaiserfische (Genicanthus)                                                                                            |
|  | |
|  | Centropyge bispinosa, C. interrupta, C. loricula, C. multicolor, C. potteri                                               |
|  | |
|  | Xiphypops |
|  | |

|  | Centropyge bispinosa, C. interrupta, C. loricula, C. multicolor, C. potteri |
|  |                                                                             |
|  | Xiphypops                                                                   |
|  |                                                                             |

|  | \| \| Centropyge bispinosa, C. interrupta, C. loricula, C. multicolor, C. potteri \| \| \| \| \| \| Xiphypops \| \| \| \| |
|  | |
|  | Lyrakaiserfische (Genicanthus)                                                                                            |
|  | |
|  | Centropyge bispinosa, C. interrupta, C. loricula, C. multicolor, C. potteri                                               |
|  | |
|  | Xiphypops |
|  | |

|  | Centropyge bispinosa, C. interrupta, C. loricula, C. multicolor, C. potteri |
|  |                                                                             |
|  | Xiphypops                                                                   |
|  |                                                                             |

|  | \| \| Centropyge bispinosa, C. interrupta, C. loricula, C. multicolor, C. potteri \| \| \| \| \| \| Xiphypops \| \| \| \| |
|  | |
|  | Lyrakaiserfische (Genicanthus)                                                                                            |
|  | |
|  | Centropyge bispinosa, C. interrupta, C. loricula, C. multicolor, C. potteri                                               |
|  | |
|  | Xiphypops |
|  | |

|  | Centropyge bispinosa, C. interrupta, C. loricula, C. multicolor, C. potteri |
|  |                                                                             |
|  | Xiphypops                                                                   |
|  |                                                                             |

|  | \| \| Centropyge bispinosa, C. interrupta, C. loricula, C. multicolor, C. potteri \| \| \| \| \| \| Xiphypops \| \| \| \| |
|  | |
|  | Lyrakaiserfische (Genicanthus)                                                                                            |
|  | |
|  | Centropyge bispinosa, C. interrupta, C. loricula, C. multicolor, C. potteri                                               |
|  | |
|  | Xiphypops |
|  | |

|  | Centropyge bispinosa, C. interrupta, C. loricula, C. multicolor, C. potteri |
|  |                                                                             |
|  | Xiphypops                                                                   |
|  |                                                                             |

|  | \| \| Centropyge bispinosa, C. interrupta, C. loricula, C. multicolor, C. potteri \| \| \| \| \| \| Xiphypops \| \| \| \| |
|  | |
|  | Lyrakaiserfische (Genicanthus)                                                                                            |
|  | |
|  | Centropyge bispinosa, C. interrupta, C. loricula, C. multicolor, C. potteri                                               |
|  | |
|  | Xiphypops |
|  | |

|  | Centropyge bispinosa, C. interrupta, C. loricula, C. multicolor, C. potteri |
|  |                                                                             |
|  | Xiphypops                                                                   |
|  |                                                                             |

|  | \| \| Centropyge bispinosa, C. interrupta, C. loricula, C. multicolor, C. potteri \| \| \| \| \| \| Xiphypops \| \| \| \| |
|  | |
|  | Lyrakaiserfische (Genicanthus)                                                                                            |
|  | |
|  | Centropyge bispinosa, C. interrupta, C. loricula, C. multicolor, C. potteri                                               |
|  | |
|  | Xiphypops |
|  | |

|  | Centropyge bispinosa, C. interrupta, C. loricula, C. multicolor, C. potteri |
|  |                                                                             |
|  | Xiphypops                                                                   |
|  |                                                                             |

|  | \| \| Centropyge bispinosa, C. interrupta, C. loricula, C. multicolor, C. potteri \| \| \| \| \| \| Xiphypops \| \| \| \| |
|  | |
|  | Lyrakaiserfische (Genicanthus)                                                                                            |
|  | |
|  | Centropyge bispinosa, C. interrupta, C. loricula, C. multicolor, C. potteri                                               |
|  | |
|  | Xiphypops |
|  | |

|  | Centropyge bispinosa, C. interrupta, C. loricula, C. multicolor, C. potteri |
|  |                                                                             |
|  | Xiphypops                                                                   |
|  |                                                                             |

|  | \| \| Centropyge bispinosa, C. interrupta, C. loricula, C. multicolor, C. potteri \| \| \| \| \| \| Xiphypops \| \| \| \| |
|  | |
|  | Lyrakaiserfische (Genicanthus)                                                                                            |
|  | |
|  | Centropyge bispinosa, C. interrupta, C. loricula, C. multicolor, C. potteri                                               |
|  | |
|  | Xiphypops |
|  | |

|  | Centropyge bispinosa, C. interrupta, C. loricula, C. multicolor, C. potteri |
|  |                                                                             |
|  | Xiphypops                                                                   |
|  |                                                                             |

|  | \| \| Centropyge bispinosa, C. interrupta, C. loricula, C. multicolor, C. potteri \| \| \| \| \| \| Xiphypops \| \| \| \| |
|  | |
|  | Lyrakaiserfische (Genicanthus)                                                                                            |
|  | |
|  | Centropyge bispinosa, C. interrupta, C. loricula, C. multicolor, C. potteri                                               |
|  | |
|  | Xiphypops |
|  | |

|  | Centropyge bispinosa, C. interrupta, C. loricula, C. multicolor, C. potteri |
|  |                                                                             |
|  | Xiphypops                                                                   |
|  |                                                                             |

|  | \| \| Centropyge bispinosa, C. interrupta, C. loricula, C. multicolor, C. potteri \| \| \| \| \| \| Xiphypops \| \| \| \| |
|  | |
|  | Lyrakaiserfische (Genicanthus)                                                                                            |
|  | |
|  | Centropyge bispinosa, C. interrupta, C. loricula, C. multicolor, C. potteri                                               |
|  | |
|  | Xiphypops |
|  | |

|  | Centropyge bispinosa, C. interrupta, C. loricula, C. multicolor, C. potteri |
|  |                                                                             |
|  | Xiphypops                                                                   |
|  |                                                                             |

|  | \| \| Centropyge bispinosa, C. interrupta, C. loricula, C. multicolor, C. potteri \| \| \| \| \| \| Xiphypops \| \| \| \| |
|  | |
|  | Lyrakaiserfische (Genicanthus)                                                                                            |
|  | |
|  | Centropyge bispinosa, C. interrupta, C. loricula, C. multicolor, C. potteri                                               |
|  | |
|  | Xiphypops |
|  | |

|  | Centropyge bispinosa, C. interrupta, C. loricula, C. multicolor, C. potteri |
|  |                                                                             |
|  | Xiphypops                                                                   |
|  |                                                                             |

|  | \| \| Centropyge bispinosa, C. interrupta, C. loricula, C. multicolor, C. potteri \| \| \| \| \| \| Xiphypops \| \| \| \| |
|  | |
|  | Lyrakaiserfische (Genicanthus)                                                                                            |
|  | |
|  | Centropyge bispinosa, C. interrupta, C. loricula, C. multicolor, C. potteri                                               |
|  | |
|  | Xiphypops |
|  | |

|  | Centropyge bispinosa, C. interrupta, C. loricula, C. multicolor, C. potteri |
|  |                                                                             |
|  | Xiphypops                                                                   |
|  |                                                                             |

|  | Engelfische (Holacanthus)       |
|  |                                 |
|  | Pfauen-Kaiserfisch (Pygoplites) |
|  |                                 |